# Outlook Express
Outlook Express är en e-post- och nyhetsgruppsklient som är integrerad med Microsoft Windows och webbläsaren Internet Explorer från Microsoft. Outlook Express är också tillgänglig för äldre Mac OS-system från Apple. Det finns däremot ingen version för de nyare Mac OS X eftersom Outlook Express blivit ersatt av Microsoft Entourage som ingår i Microsofts Officepaket för Mac OS och Mac OS X.

## Pressmeddelanden
- Oktober 2005 – Microsoft meddelar att den nästa versionen av Outlook Express kommer att döpas om till Windows Mail som är tänkt att ingå i Windows Vista.

## Beskrivning
Outlook Express är ett helt annat program än Microsoft Outlook vilket är en e-postklient som skeppas med Microsoft Office för Windows. Programmen delar inte källkod med varandra. Namnen gör att många felaktigt drar slutsatsen att programmet är en nedskalad version av Outlook. 